# Åstorsposten Skåne-Småland
Åstorsposten Skåne-Småland var en tredagarstidning utgiven i Ängelholm av förlaget Bröderna Derwinger med utgivningsperiod 1898-10-15--1901-11-30. Tidningens fullständiga titel var i slutet Åstorps-Posten / Skåne-Småland / Tidning för norra Skåne och sydvästra Småland . Tidningen var en edition till Engelholms tidning. Tidningen följs efter sin nedläggning av Åsbo häraders tidning

## Redaktion
Tidningen startade med 5 provnummer från den 15 oktober till 29 oktober 1898. Redaktionsort för tidningen var hela tiden Ängelholm. Tidningens politiska tendens var moderat liberal. Tidningen kom ut tisdagar, torsdagar och lördagar
| Period                 | Ansvarig utgivare        | Period                 | Redaktör          |
| 1898-10-04--1899-11-28 | Nyberg, Karl Emil Thure  | 1898-10-15--1899-11-28 | Nyberg, Thure     |
| 1899-11-30--1900-04-29 | Schultz, Hjalmar         | 1899-11-30--1900-04-29 | Schultz, Hjalmar  |
| 1900-04-30--1901-11-30 | Derwinger, Gustaf Erhard | 1900-04-30--1901-11-30 | Derwinger, Gustaf |

## Tryckning
Förlag  var Bröderna Derwinger  i Ängelholm 1898-10-15--1901-11-30 och tryckeri var också Bröderna Derwingers tryckeri i Ängelholm .Tryckningen skedde bara i svart med antikva som typsnitt på en stor satsyta oftast 52-53 x 37 cm. Tidningen hade 4 sidor. Priset för tidningen var 3 kr 1898-1899 och sedan 2,40 öre från 1900.